# Нородом Сіанук
Сіанук Нородом (кхмер. នរោត្ដម សីហ នុ), Преах Бат Самдеть Преах Нородом Сіанук Варман (31 жовтня 1922, Пномпень — 15 жовтня 2012, Пекін) — державний діяч Камбоджі, колишній принц-спадкоємець, десять разів займав посаду прем'єр-міністра, король Камбоджі у 1941—1955 роках.

## Життєпис
Народився 31 жовтня 1922 р. З 25 квітня 1941 р. — король Камбоджі під протекторатом Франції. З 1945 до 1970 р. в тій чи іншій мірі фактичний керівник Камбоджі. У 1945 році він підтримав проголошення незалежності Камбоджі від Франції під час японської окупації країни, а в січні 1946 р. з поверненням французьких військ знову визнав протекторат Франції. Потім, спираючись на повстанські камбоджійські війська, добився автономії у 1949 році та незалежності Камбоджі у 1953. 3 березня 1955 р. Нородом Сіанук зрікся престолу на користь батька Нородома Сурамаріта, але займав пост прем'єр-міністра. Після смерті Сурамаріта 3 квітня 1960 р. трон залишався вільним, але 12 червня 1960 була запроваджена посада голови держави, яку 20 червня 1960 і зайняв Сіанук. Це була фактично посада короля.
Спочатку у своїй зовнішній політиці Сіанук намагався балансувати між державами з різним політичним устроєм, з одного боку — Францією, США та іншими країнами Заходу, а з другого боку — з державами комуністичного блоку — Північним В'єтнамом, КНР, СРСР. Це дозволяло йому отримувати різноманітну допомогу і від тих і від інших. Однак після встановлення дипломатичних відносин Камбоджі з КНР і СРСР в 1956 р. вплив цих держав став збільшуватись. Сіанук кілька разів побував з візитами в Москві і Пекіні. У СРСР навчались його син Норіндрапонг і племінниця. 20 листопада 1963 р. уряд Камбоджі заявив про відмову від військової, економічної, технічної і культурної допомоги з боку США. З 1963 року в Камбоджу почала надходити масована економічна та військова допомога з боку КНР. Велику роль у цьому грала китайська діаспора в країні. Північний В'єтнам фактично отримав право від Камбоджі використовувати її територію для проведення військових операцій у Південному В'єтнамі, де перебували війська США.
Скинутий в результаті військового перевороту 1970 р., який очолював Лон Нол — союзник США. Сіанук створив альянс з Червоними кхмерами, які скинули Лон Нола в 1975 і на короткий час відновили Сіанука на посту прем'єр-міністра в 1975-76 роках. Він був змушений виїхати в заслання. Повернувся в листопаді 1991 і очолив Верховну національну раду, нову коаліцію, в яку ввійшли представники всіх протиборчих сторін, глава держави з титулом Великий король Камбоджі, Великий глава Незалежності, територіальної цілісності та єдності кхмерів.
2004 року Сіанук зрікся престолу на користь сина Сіамоні. 1998 року Сіанук виїхав на лікування і проживання до КНР, де й помер 2012 року.